# تابستان دوم عشق
دومین تابستان عشق (به انگلیسی: Second Summer of Love) یک پدیده اجتماعی اواخر دهه ۱۹۸۰ در بریتانیا بود که شاهد ظهور موسیقی اسید هاوس و پارتی‌های ریو بدون مجوز بود. اگرچه در ابتدا به تابستان ۱۹۸۸ اشاره داشت، تا تابستان ۱۹۸۹ ادامه یافت، زمانی که موسیقی رقص الکترونیک و شیوع داروی اکستازی به انفجاری در فرهنگ جوانان دامن زد که در مهمانی‌های آزاد جمعی و عصر دیوانه. موسیقی این دوران ضرب‌های رقص را با طعمی روان‌گردان دهه ۱۹۶۰ ترکیب می‌کرد و فرهنگ رقص با لذت‌گرایی و آزادی تابستان عشق در سال ۱۹۶۷ در سانفرانسیسکو مشابهت داشت. لوگوی شکلک مترادف با این دوره در انگلستان است.

## تاریخچه
دومین تابستان عشق در سال ۱۹۸۸ در بریتانیا آغاز شد و از موسیقی هاوس کلوپ‌های شبانه بریتانیایی که از سال ۱۹۸۷ تا ۱۹۸۸ ساخته شده بودند، Shoom (به مدیریت دنی رامپلینگ) و Future (سازماندهی شده توسط پل اوکنفولد)، Trip (مدیریت نیکی هالووی)، Slam (دی جی‌ها) و The Haçienda (که توسط Mike Pickering و Graeme Park اداره می‌شود). گرچه این یک اتفاق فرهنگی بود که به ویژه با افزایش ناگهانی تجمعات مستقل در فضای باز در مزارع و انبارهای بلااستفاده و همچنین با صحنه کاملاً جدید باشگاه زیرزمینی که اغلب به نام راو می‌گفتند، مرتبط بود. فراتر از آن‌هایی که در اطراف لندن برگزار می‌شد، رویدادهایی نیز در مناطقی مانند بلکبرن و ناتینگهام به وجود آمدند، قبل از اینکه در سراسر بریتانیا گسترش یافتند، با تعداد بسیار زیادی از گردهمایی‌های متمایز هر هفته تا اواخر تابستان ۱۹۸۸. گردهمایی‌های غیرقانونی و قانونی از نظر پایبندی به قوانین برنامه‌ریزی رویداد در حالی که نقطه اصلی همگرایی موسیقایی در سراسر این پدیده در ابتدا موسیقی هاوس بود که عمدتاً از مراکز زندگی شبانه زیرزمینی ایالات متحده شیکاگو، دیترویت و نیویورک وارد می‌شد، همچنین مبنایی برای صحنه بر این متمرکز بود که مردم را قادر سازد تا با ژانرهای دیگر موسیقی باز شوند. این معمولاً موسیقی بود که در آن زمان چندان تجاری دیده نمی‌شد، از جمله موسیقی دوره‌های هیپی و برخی از موسیقی‌های مشتق شده از مردم.

## موسیقی
اسید هاوس و هیپ هاوس معمولی تابستان دوم عشق بود. مشخصه اسید هاوس صدای باس "Squelching" تولید شده توسط Roland TB-303 و ضربات تکراری بلند بود.در شیکاگو سرچشمه گرفت و هنگامی که به اروپا آمد ویژگی‌های جدیدی به خود گرفت. آهنگ‌های این دوره عبارتند از: «بوسه فرانسوی» از لیل لوئیس، «On & On» از جسی ساندرز، «مستری از عشق» از Fingers Inc. , "Love Can't Turn Around» اثر Farley "Jackmaster" Funk و ساندرز (با حضور Darryl Pandy)، "من کنترل خود را از دست داده‌ام" توسط Sleezy D، و "Your Only Friend" توسط Phuture. هیپ هاوس تبدیل به یک کراس اوور محبوب از موسیقی رپ و هاوس شد، با تراک‌هایی مانند "صدای بیس رو زیاد کن" اثر تایری کوپر در آلبوم تایری یک خانه کاملاً جدید دارد، "Who's In the House" از Beatmasters, "Let It Roll" از داگ لزی، و "من اینگونه زندگی می‌کنم" نوشته تونی اسکات

## رادیو
ریو و موسیقی توسط ایستگاه‌های رادیویی دزدان دریایی از جمله Kiss FM, Sunrise و Centreforce تبلیغ می‌شد.

## استفاده مواد مخدر
اکستازی داروی انتخابی در آن زمان بود. LSD هنوز وجود داشت، اما نه به آن برجسته. مارک مور، از گروه S'Express، گفت: «قطعاً برای تغییر همه چیز نیاز به خلسه است. مردم اولین خلسه خود را می‌گیرند و تقریباً انگار دوباره متولد شده‌اند.» خشونت به دلیل احساس سرخوشی، عشق و همدلی ناشی از خلسه غیرمعمول بود. استفاده از اکستازی در ریوها اغلب با کاهش هولیگانیسم فوتبال در آن زمان مرتبط است. این دارو همچنین لذت موسیقی را افزایش داد و رقص را تشویق کرد. نیکی هالووی، یک دی جی از آن زمان، گفت: «خلسه و موسیقی با هم ترکیب شدند. همه اینها بخشی از بسته بود… ممکن است کمی غم انگیز به نظر برسد، اما هیچ راهی وجود ندارد که اسید هاوس از آن خارج شود. بدون خلسه انجام داد.»